# Villazala
Villazala è un comune spagnolo di 1 002 abitanti situato nella comunità autonoma di Castiglia e León.